# Thunderdome XIV - Death Becomes You
Albums
Thunderdome XIII - The Joke's On You
(1996) Thunderdome XV - The Howling Nightmare
(1996)
Thunderdome XIV - Death Becomes You est la quatorzième compilation de la série des albums Thunderdome,  issue du concept du même nom, sortie en 1996.

## Présentation
Death Becomes You est la treizième compilation issue du festival gabber Thunderdome, la troisième commercialisée en 1996. Elle succède Thunderdome XIII - The Joke's On You et précède Thunderdome XV - The Howling Nightmare, albums commercialisés la même année. La couverture de l'album, artwork de Victor Feenstra, représente un voyant apercevant dans sa boule de cristal un cimetière. Le titre de la compilation peut se traduire peut faire écho au film La mort vous va si bien, « Death Becomes Her » en version originale.
La compilation comporte quarante pistes. Elle débute avec Jungle Sickness de Miss Groovy, et se termine avec Bust That Ass de MC Drokz. Elle intègre des productions d'Omar Santana, Tails & Noizer, Public Domain, Chosen Few, DJ Promo, 3 Steps Ahead ou des différents membres de la Dreamteam.

## Pistes
| 1.  | Jungle Sickness                       | Miss Groovy                           |  |
| 2.  | Up & Down Ballz (Buzzy Goes BZRK Mix) | Pino D'Ambini                         |  |
| 3.  | Make 'M Clap (DJ Paul Remix)          | Too Hostile                           |  |
| 4.  | Short Fuse                            | The New York Terrorist                |  |
| 5.  | Throw Your Hands Up                   | DJ Tails & Noizer Feat. General Noise |  |
| 6.  | Kill The Groove                       | Lords Of The Underworld               |  |
| 7.  | Bullshit                              | 50% Of The Dreamteam                  |  |
| 8.  | Vive La France                        | Naked Steel                           |  |
| 9.  | Old Domain                            | Public Domain                         |  |
| 10. | Madness                               | Cixx Feat. MC Syco                    |  |
| 11. | Bad Bwoy                              | Nitrogen                              |  |
| 12. | Bliss                                 | Dutch Verg                            |  |
| 13. | Hakkûh (Original Mix)                 | 3 Steps Ahead                         |  |
| 14. | The End Of The Road                   | Superior                              |  |
| 15. | I Wanna Freak You                     | DJ Promo                              |  |
| 16. | Beast Time                            | Recharge                              |  |
| 17. | Rin-Ger                               | Sounds Of Doom                        |  |
| 18. | Is New York In The House              | Bass-D & King Matthew                 |  |
| 19. | I Like It Loud (Hardcore Mix)         | The Prophet                           |  |
| 20. | Unbelievable (Oh Oh Omar Mix)         | The Scrumbleheads                     |  |

| 1.  | The Word H.C.                           | Chico Chipolata                        |  |
| 2.  | Trip To Paradise (Hardcore Revival Mix) | Ohm                                    |  |
| 3.  | The Way That We Rocked It (Live In NYC) | DJ Delirium & Guitar Rob               |  |
| 4.  | Emphasis On Hardcore                    | Trikster                               |  |
| 5.  | Psycopath                               | Das Xon                                |  |
| 6.  | What's Happening ?!                     | DJ Dano Feat. The Chosen Few           |  |
| 7.  | Dirty Bitch (The Stunned Guys Remix)    | DJ Isaac                               |  |
| 8.  | This Fucked Up Sound                    | The Prophet                            |  |
| 9.  | Straight To Hell                        | Tellurian                              |  |
| 10. | Booming Track                           | Lady Dana & DJ Skorp vs. Chronotrigger |  |
| 11. | 24K Solid Bass                          | DJ Sim                                 |  |
| 12. | Do It Again                             | Pino D'Ambini Feat. Beasty Boy         |  |
| 13. | La Bambolina (The Stunned Guys Remix)   | Tiny Tot                               |  |
| 14. | Open Your Mind                          | Bioforce vs. DJ Mike Oh' Man           |  |
| 15. | Bring The Beat Back                     | The Chosen Few                         |  |
| 16. | Set My Mind Free                        | DJ E-Rick & Tactic                     |  |
| 17. | Introkiller (Work It)                   | DJ Buzz Fuzz                           |  |
| 18. | Search And Destroy                      | Miss Groovy                            |  |
| 19. | Fuck You Up                             | Chico Chipolata                        |  |
| 20. | Bust That Ass                           | MC Drokz                               |  |

## Accueil
| Classement                           | Meilleure position | Semaines passées dans le classement | Date d'entrée     | Date de sortie   |
| ------------------------------------ | ------------------ | ----------------------------------- | ----------------- | ---------------- |
| Pays-Bas (Mega Verzamelalbum Top 30) | 2                  | 9                                   | 14 septembre 1996 | 16 novembre 1996 |
| Suisse (Schweizer Hitparade)         | 8                  | 4                                   | 6 octobre 1996    | 2 novembre 1996  |

La compilation bénéficie d'un bon accueil aux Pays-Bas, restant neuf semaines dans le top 30 des compilations du hit-parade néerlandais, dont une à la deuxième place. Elle reste quatre semaines dans le top 25 des compilations du hit-parade suisse, y atteignant la huitième place.